# Balle Sogn
Balle Sogn er et sogn i Silkeborg Provsti (Århus Stift). 1. april 1941 blev Alderslyst Sogn udskilt fra Balle Sogn.
I 1800-tallet var Balle Sogn anneks til Gødvad Sogn. Begge sogne hørte til Hids Herred i Viborg Amt. De udgjorde Gødvad-Balle sognekommune, men blev senere to selvstændige sognekommuner. Ved kommunalreformen i 1970 blev de begge indlemmet i Silkeborg Kommune.
I Balle Sogn ligger Balle Kirke fra Middelalderen og Hvinningdal Kirke fra 2022.
I sognet findes følgende autoriserede stednavne:
- Balle (ejerlav)
- Balle By (bebyggelse)
- Balle Huse (bebyggelse)
- Balle Kirkeby (bebyggelse)
- Balle Nørremark (bebyggelse)
- Gubsø (vandareal)
- Hvinningdal (bebyggelse, ejerlav)
- Hvinningdal Hede (bebyggelse)
- Hvinningdal Mark (bebyggelse)
- Kærsgård (bebyggelse, ejerlav)
- Overgård Mark (bebyggelse)
- Overgårde (bebyggelse, ejerlav)
- Vester Bording (bebyggelse, ejerlav)
- Øster Bording (bebyggelse, ejerlav)